# Trididemnum solidum
Trididemnum solidum is een zakpijpensoort uit de familie van de Didemnidae. De wetenschappelijke naam van de soort werd in 1902 voor het eerst geldig gepubliceerd door Van Name.

## Beschrijving
De zoïden zijn ingebed in een taaie, leerachtige mantel. De mantel is in grijstinten gekleurd, maar kan blauwgroen, groen of wit zijn; het is nogal moeilijk te zien door de overvloed aan stervormige spicules. Hun uitstroomopeningen komen uit in dunne interne kamers met relatief kleine uitstroomopeningen. De instroomopeningen zijn klein en verspreid over het oppervlak van de mantel.

## Verspreiding
Deze soort is algemeen in Florida, Bahama's en het Caribisch gebied, waar ze ondiepe riffen bewonen. Trididemnum solidum is een korstvormende zakpijp die vaak levende koralen en sponzen overwoekeren.